# Tamarin
Tamarin é uma localidade da costa oeste da Maurícia. É capital do distrito de Black River, tem uma população de 3.256 habitantes.
Possui como atrações turísticas praias propensas à prática de surf, passeio de barco guiado com a presença de golfinhos, acomodações tropicais, visitação às fortalezas da cidade com deslumbrantes vistas do oceano, restaurante luxuoso à beira mar, entre outros.
1. ↑  Expedia. «O que fazer em Tamarin». Consultado em 14 de dezembro de 2024